# Pianorad
El Pianorad es un instrumento musical electrónico diseñado por el inventor, periodista radiofónico y, sobre todo, escritor de ciencia ficción luxemburgués Hugo Gernsback.
Aunque el diseño era suyo y se basaba en otro invento anterior propio, el staccatone (1923), el Pianoarad fue construido por Clyde Finch, empleado de los laboratorios de la emisora de radio WRNY de Nueva York, donde el instrumento sería presentado el 12 de junio de 1926.
El Pianorad, como el staccatone y el audión piano, se basaba en las válvulas de vacío. Contaba con 25 osciladores. Cada uno de ellos, contaba con un altavoz independiente, montado en una plataforma sobre el teclado. 
- Datos: Q9059320